# CE Водолея
CE Водолея (лат. CE Aquarii) — одиночная переменная звезда в созвездии Водолея на расстоянии (вычисленном из значения параллакса) приблизительно 3522 световых лет (около 1080 парсеков) от Солнца. Видимая звёздная величина звезды — от +11,2m до +10,5m.

## Характеристики
CE Водолея — красная пульсирующая полуправильная переменная звезда типа SRB (SRB) спектрального класса M3/4. Эффективная температура — около 3294 К.